# Miloš Krasić
Miloš Krasić (født 1. november 1984 i Kosovska Mitrovica, Jugoslavien) er en serbisk fodboldspiller, der spiller som kantspiller hos Lechia Gdańsk i Polen. Tidligere har han blandt andet spillet for FK Vojvodina i sit hjemland, Juventus i Italien, samt en årrække hos CSKA Moskva i Rusland.
Med CSKA var Krasić med til at vinde to russiske mesterskaber, fire pokaltitler, samt UEFA Cuppen i 2005.

## Landshold
Krasić står (pr. april 2018) noteret for 46 kampe og tre scoringer for Serbiens landshold, som han debuterede for i 2006. Han var med til at kvalificere landet til VM i 2010 i Sydafrika.

## Titler
Russiske Liga
- 2005 og 2006 med CSKA Moskva

Russiske Pokalturnering
- 2005, 2006, 2008 og 2009 med CSKA Moskva

UEFA Cup
- 2005 med CSKA Moskva